# Angela Kovács

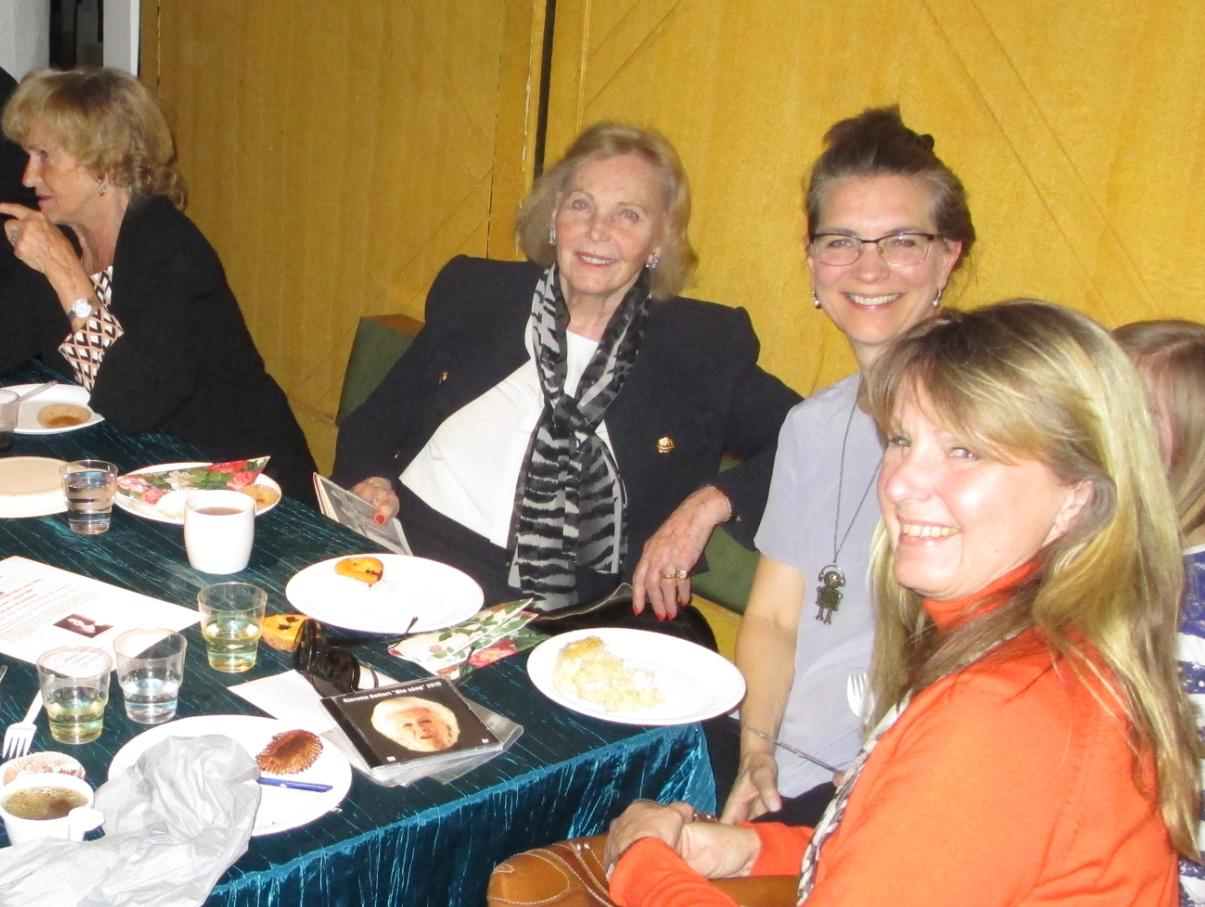
Kovács (mit Brille) neben Marianne Bernadotte von Wisborg (links daneben) nach einer Vorstellung im Bernadotte Friendship Club in Stockholm, 2016

Angela Anna Margareta Kovács (* 23. Mai 1964 in Vaksala, Uppland) ist eine schwedische Schauspielerin.

## Leben
Ihr Vater ist ungarischer Abstammung und ihre Mutter ist Schwedin.
Kovács studierte von 1987 bis 1990 an der Schauspiel-Hochschule (Teaterhögskolan) in Göteborg. Anschließend hatte sie Engagements am Stadsteater in Göteborg, dem Stadsteater in Helsingborg und dem Kungliga Dramatiska Teatern in Stockholm.
Ihr Filmdebüt gab sie 2001 in dem Film Hans och hennes von  Daniel Lind Lagerlöf. 2005 bis 2007 spielte sie in den Kriminalfilmen um Mankells Wallander dessen Kollegin Ann-Britt Höglund.
In der Verfilmung der Kriminalromane der Schriftstellerin Helene Tursten, die 2009 im deutschen Fernsehen gezeigt wurden, verkörpert Kovács die Kriminalkommissarin Irene Huss. In der schwedischen Krimiserie Mord im Mittsommer, die auf Romanen der Schriftstellerin Viveca Sten beruhen, hatte sie in der dritten Staffel die Rolle der Mutter namens Hanna. Auch spielte sie in der auf den Romanen von Mari Jungstedt basierenden Krimiserie Der Kommissar und das Meer in den Folgen 16 In einer dunklen Nacht (2014) und 21 Für immer Dein (2016) mit.

## Filmografie (Auswahl)
- 2001: Hans och hennes
- 2001: Kommissarie Winter (Fernsehserie)
- 2002: Kommissar Beck – Tod per Inserat (Annonsmannen)
- 2002: Rederiet (Fernsehserie)
- 2003: Paradiset
- 2003: Berglunds begravningar (Fernsehserie)
- 2003: Belinder auktioner (Fernsehserie)
- 2004: En del av mitt hjärta
- 2005–2006: Mankells Wallander
- 2005: Mankells Wallander: Vor dem Frost (Innan frosten)
- 2005: Mankells Wallander: Tod in den Sternen (Byfånen)
- 2005: Mankells Wallander: Eiskalt wie der Tod (Bröderna)
- 2005: Mankells Wallander: Am Rande der Finsternis (Mörkret)
- 2005: Mankells Wallander: Ein Toter aus Afrika (Afrikanen)
- 2005: Mankells Wallander: Der unsichtbare Gegner (Mastermind )
- 2006: Mankells Wallander: Der wunde Punkt (Den svaga punkten)
- 2006: Mankells Wallander: Bilderrätsel (Fotografen)
- 2006: Mankells Wallander: Offene Rechnungen (Jokern)
- 2007: Irene Huss – Der tätowierte Torso (Tatuerad torso)
- 2008: Irene Huss – Der Novembermörder (Den krossade tanghästen)
- 2008: Irene Huss – Feuertanz (Eldsdansen)
- 2008: Irene Huss – Der zweite Mord (Nattrond)
- 2008: Irene Huss – Tod im Pfarrhaus (Glasdjävulen)
- 2008: Irene Huss – Der erste Verdacht  (Guldkalven)
- 2010: Mord im Mittsommer – Die Toten von Sandhamn (Morden i Sandhamn – I de lugnaste vatten – Avsnitt 3)
- 2011: Irene Huss – Der im Dunkeln wacht (Den som vakar i mörkret)
- 2011: Irene Huss – Tödliches Netz (Det lömska nättet)
- 2011: Irene Huss – Die Tote im Keller (En man med litet ansikte)
- 2011: Irene Huss – Teufelskreis (Tystnadens cirkel)
- 2011: Irene Huss – Im Schutz der Schatten (I skydd av skuggorna)
- 2011: Irene Huss – Hetzjagd auf einen Zeugen (Jagad vittne)
- 2013: Mord im Mittsommer – Die Toten von Sandhamn – Teil 1 bis 3 (I grunden utan skuld – Del 1, 2 och 3)
- 2014: Der Kommissar und das Meer – In einer dunklen Nacht (I den mörka natten)
- 2016: Der Kommissar und das Meer – Für immer Dein (Din föralltid)
- 2016: Springflut (Springfloden)